# Granaglione
Granaglione är en ort och frazione i kommunen Alto Reno Terme i provinsen Bologna i regionen Emilia-Romagna i Italien. 
Kommunen upphörde den 1 januari 2016 och bildade med den tidigare kommunen Porretta Terme den nya kommunen Alto Reno Terme. Den tidigare kommunen hade 2 196 invånare (2015).